# 428 a. C.
El año 428 a. C. fue un año del calendario romano prejuliano. En el Imperio romano se conocía como el Año del Consulado de Coso y Cincinato o de Cincinato y Atratino (o menos frecuentemente, año 326 Ab urbe condita).

## Acontecimientos
- Los samnitas se apoderan de la ciudad etrusca de Volturno y la rebautizan como Capua.
- Tercera invasión del Ática dentro de la guerra del Peloponeso.
- Mitilene se subleva.

## Nacimientos
- Platón, filósofo griego. (o 427 a. C.).
- Arquitas, filósofo griego (m. 347 a. C.)

## Fallecimientos
- Anaxágoras, filósofo presocrático